# Rakovina těla děložního
Rakovina těla děložního (také karcinom endometria) je gynekologický nádor. Četnost zachycených případů je v Česku přibližně 1800 za rok s mírně vzrůstající tendencí. Ta je dána záchytem karcinomu, prodlužující se délkou života a životním stylem dnešní civilizace. Poměrně nízká úmrtnost (7 žen/100 000 za rok) je především díky záchytu mižších stádií onemocnění a kurabilitě nádoru. Nádor se vyskytuje u mladých žen pouze zřídka, nejčastěji jej nacházíme u žen v období kolem klimakteria a po klimakteriu.

## Rizikové faktory
Významnou roli pro vývin rakoviny představuje nadbytek ženských pohlavních hormonů – estrogenů. Ty mohou být tělu dodány exogenně (z vnějšího prostředí), například při terapii samostatnými estrogeny, nebo endogenně (z vnitřního prostředí), například při obezitě nebo nádorech s hormonálním působením. Mezi další rizikové faktory patří civilizační choroby jako jsou diabetes mellitus, nebo hypertenze. Také hormonální aktivita každé ženy hraje určitou úlohu ve vývinu tohoto nádorového onemocnění. Jako riziková je považována nuliparita (jako nullipara je považována žena, která nikdy nerodila), časná menarche, pozdní menopauza, ovariální poruchy, léčba tamoxifenem aj.

## Symptomy
První příznaky nádoru jsou zpravidla poruchy menstruačního cyklu. Dochází ke spottingu, nepravidelnému nebo nadměrnému krvácení. Přibližně jedna pětina nádorů však žádné příznaky nevykazuje.

## Diagnostika
Diagnostika nádoru je možná až z histologického vyšetření. To se získává zpracováním tkáně získané z biopsie (odběru tkáně) při hysteroskopii (což je chirurgická metoda, která umožňuje zrakem prohlédnout sliznici dutiny děložní), či kyretáže (odběru většího množství sliznice děložní).

## Terapie
Terapie závisí na stupni nádorového onemocnění a celkovém stavu pacientky. Nejčastěji je doporučeno chirurgické odstranění dělohy a vaječníků. V některých případech je léčba doplněna ještě odstraněním spádových lymfatických uzlin, nebo radioterapií. Chemoterapie se používá pouze zřídka a sice u pokročilých stádií onemocnění. Výsledky terapie závisí na mnoha faktorech, avšak nádory zachycené v nižším stádiu je zpravidla možno vyléčit úplně.